# Magaly Richard-Serrano
Pour les articles homonymes, voir Richard et Serrano.
Magaly Richard-Serrano est une boxeuse, réalisatrice et scénariste française.

## Biographie
Magaly Richard-Serrano, née en juin 1972 à Créteil, fut deux fois championne de France amateur de boxe dans sa catégorie. En 2000, elle intègre l’Atelier Scénario de la Fémis et devient scénariste pour la télévision.

## Filmographie

### En tant que réalisatrice
- 1998 : Papa a tué un ange (court-métrage)
- 1999 : Va voir ici, viens voir ailleurs (court-métrage)
- 2000 : Romantique ta mère ! (court-métrage)
- 2007 : Dans les cordes, (long métrage) avec Louise Szpindel, Soko, Richard Anconina, Maria de Medeiros
- 2012 : Crapuleuses (téléfilm), diffusé sur France 3 avec Yara Pilartz, Wendy Nieto, Léa Drucker
- 2014 : Ceux qui dansent sur la tête (téléfilm) diffusé sur Arte, avec Finnegan Oldfield, Freddy Kims, Sylvie Testud, Jean-François Stévenin
- 2016 : La Fine équipe (long métrage) avec Annabelle Lengronne, William Lebghil, Doudou Masta, Jakee Toto, Ralph Amoussou
- 2017 : La Consolation (téléfilm, France 3) avec Léa Drucker et Emilie Dequenne
- 2023 : Filles du feu (mini-serie, France 2) avec Angela Molina, Michèle Laroque et Bruno Debrandt

### En tant que scénariste
- 2002 : Plus Belle la vie (auteure du concept original)
- 2003 : Vénus et Apollon (série télévisée)
- 2004 : Aysha[Quoi ?]
- 2004 - 2006 : Plus belle la vie (série télévisée)
- 2007 : Dans les cordes
- 2009 : P.J. (série télévisée)
- 2011 : Disparitions[Quoi ?]
- 2012 : Crapuleuses (téléfilm), diffusé sur France 3 avec Yara Pilartz, Wendy Nieto, Léa Drucker
- 2014 : Ceux qui dansent sur la tête (téléfilm) diffusé sur Arte, avec Finnegan Oldfield, Freddy Kims, Sylvie Testut, Jean-François Stevenin
- 2016 : La Fine équipe (long métrage) avec Annabelle Lengronne, William Lebghil, Doudou Masta, Jakee Toto, Ralph Amoussou

## Distinctions
- 2007 : sélection officielle en compétition au Festival du film d'aventures de Valenciennes  pour Dans les cordes
- 2008 : nomination aux Trophées Jeunes Talents dans la catégorie « Jeune réalisateur(trice) cinéma » pour Dans les cordes
- 2012 : Pyrénées d'or du meilleur téléfilm au Festival du film de télévision de Luchon pour Crapuleuses
- 2014 : Prix de la meilleure réalisation au Festival de la fiction TV de La Rochelle  pour Ceux qui dansent sur la tête[4]
- 2018 : meilleur téléfilm au festival de La Rochelle pour la consolation

Prix média ENFANCE majuscule Catégorie Fiction pour La Consolation